# Facemask

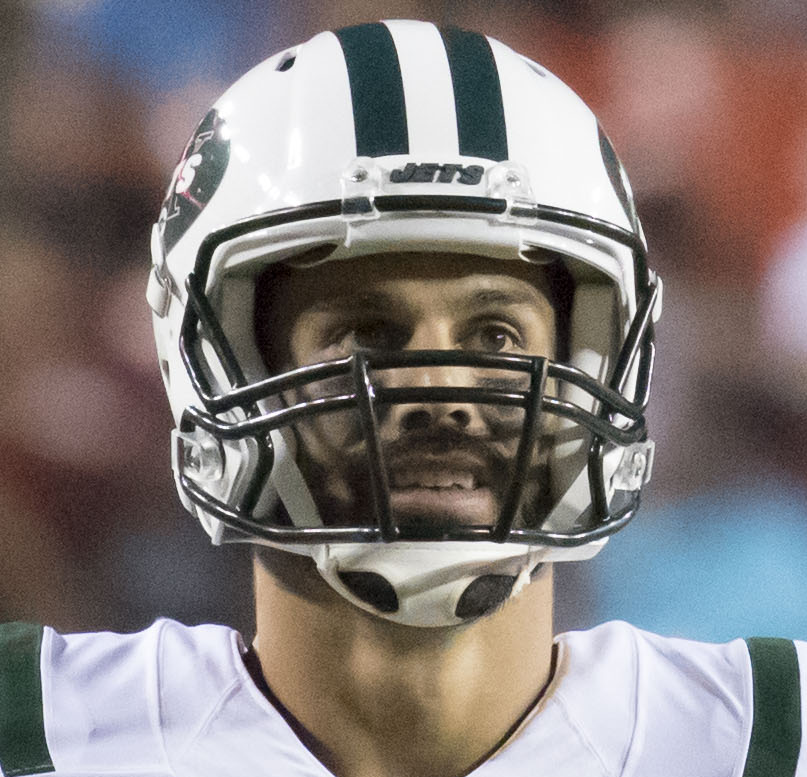
Die Facemask von Wide Receiver Eric Decker im August 2016

Die Facemask ist ein gitterförmiges Visier des Helms beim American Football.
Es gibt je nach Position unterschiedlich geformte Facemasks, ein Quarterback beispielsweise benötigt eine, durch die er sehr gut sehen kann und einen guten Überblick hat, das Helmgitter eines Offensive Lineman hingegen soll den Spieler maximal schützen, weshalb es wesentlich schwerer und engmaschiger aufgebaut ist. Die Facemask ist nicht beweglich oder hochklappbar.
Gegnerischen Spielern darf weder in die Facemask, noch in irgendeine Öffnung des Helms hinein gefasst werden, da dies zu Genickverletzungen führen kann. Das dazugehörige Foul heißt ebenfalls Facemask und wird nach den Regeln des American Football Verband Deutschland (AFVD) mit einer Strafe von 15 Yards und dem Verlust eines Downs bei Facemask durch die Offense bzw. ein automatisches First Down bei Facemask durch die Defense gegen das begehende Team geahndet. In der National Football League (NFL) gab es zeitweise die Unterscheidung zwischen einem „beabsichtigtem“ und einem „unbeabsichtigtem“ Facemask-Foul, die entweder ebenfalls mit 15 Yards oder mit nur 5 Yards Raumverlust bestraft wurden. Allerdings wurden die unbeabsichtigten Facemask-Fouls in der NFL aufgehoben und somit gilt jedes Hineingreifen in die Facemask als beabsichtigt.

## Quelle
NCAA Rules and Interpretations